# Manuel Joaquim dos Reis
Manuel Joaquim dos Reis (Ilha Terceira, Açores, Portugal, 1831 – 20 de Março de 1898) foi um professor português trabalhou na secretaria do Governo Civil de Angra do Heroísmo, sendo aposentado como 1.° Oficial. Foi professor efectivo da cadeira da língua inglesa no liceu nacional de Angra do Heroísmo, onde exerceu o cargo de reitor no impedimento do próprio.
Coplaborou na revista Era Nova (1880-1881).